# Représentations diplomatiques de la République du Somaliland
La République du Somaliland est un État non reconnu internationalement autoproclamé en 1991. Son gouvernement entretient des liens occasionnels avec les États et pour certains dispose de bureaux de représentation. Ces missions ne bénéficient pas d'un statut diplomatique formel en vertu des dispositions de la Convention de Vienne sur les relations diplomatiques :

## Afrique
- Afrique du Sud
  - Pretoria (bureau de représentation)
- Djibouti
  - Djibouti (bureau de représentation)
- Éthiopie
  - Addis-Abeba (bureau de représentation)
- Kenya
  - Nairobi (bureau de représentation)

## Amérique
- États-Unis
  - Washington (bureau de représentation)

## Asie
- Taïwan
  - Taipei (bureau de représentation)[1]

## Europe
- France
  - Paris (bureau de représentation)
  - Toulouse ( bureau de représentation)
- Italie
  - Rome (bureau de représentation)
- Royaume-Uni
  - Londres (bureau de représentation)
- Suède
  - Stockholm (bureau de représentation)